# 新村连结线
新村連結線（：／ Sinchon Yeongyeol seon */?）是位于韩国首尔麻浦区的一条已废弃的铁路，线路自西江站起始，至新村站终止。在1975年废止。

## 路线资料
- 路线距离：1.6km
- 轨间距离：1435mm
- 车站数：2
- 复线区间：全线单线
- 电化区间：无

## 历史
- 1939年12月25日：开通该路线。
- 1975年8月15日：线路废止。

## 车站分布
| 车站名 | 朝鲜语站名 | 车站间距（km） | 累计距离（km） | 连接路线 |
| 西江站 | 서강역     | 0.0            | 0.0            | 龙山线   |
| 延禧站 | 연희역     | 1.0            | 1.0            |          |
| 新村站 | 신촌역     | 0.6            | 1.6            |          |